# هراوي الرأس
هراوي الرأس أو كورديسيبس (Cordyceps) جنس من الفطريات الزقية ascomycete fungi والتي تتضمن 400 نوع. جميع فطريات الكورديسيبس طفيليات داخلية endoparasitoids، وتتطفل بشكل أساسي على الحشرات ومفصليات الأرجل، والقليل منها يتطفل على فطريات أخرى. حتى وقت قصير، لم يكن معروفا من هذا الجنس بشكل جيد سوى النوع Cordyceps sinensis
تم اشتقاق الاسم من الكلمة الإغريقية kordyle والتي تعني «هراوة» والجذر اللاتينيى ceps والذي يعني «رأس». يعد العديد من أفراد هذا الجنس من الفطريات الطبية في الطب الأسيوي التراثي، كالطب الصيني.

## القدرة العلاجية المحتملة
للفطر تاريخ طويل من الاستخدام في الطب الشعبي. وتظهر أقدم السجلات من النصوص الطبية التيبيتية المؤلفة في القرن 15 من قبل Zurkhar Nyamnyi Dorje
بامتلاك Ophiocordyceps sinensis تأثيرات منشطة، وبشكل خاص لزيادة الشهوة الجنسية. على الرغم من الزعم باستخدامه في الطب الصيني منذ آلاف السنين ولكن من دون وجود نص يثبت هذا الادعاء. 

على الرغم من توفير التجارب المجراة في الزجاج والنماذج الحيوانية أدلة مبدأية تدعم الاستخدام التقليدي، لكن لا توجد أي دراسات سريرية توضح الفوائد الصحية للبشر أو لجمهرات كبار السن، من حيث تحسين الشهوة الجنسية والوظيفة الكلوية
بعض المكونات البولي سكريدية في هذا الفطر، التي تملك فعالية مضادة للسرطان في الدراست المخبرية الأولية في الزجاج والحيوان، تم عزلها من نوع C. militaris.

كوردبسين مركب معزول من فطور caterpillar

## معرض صور

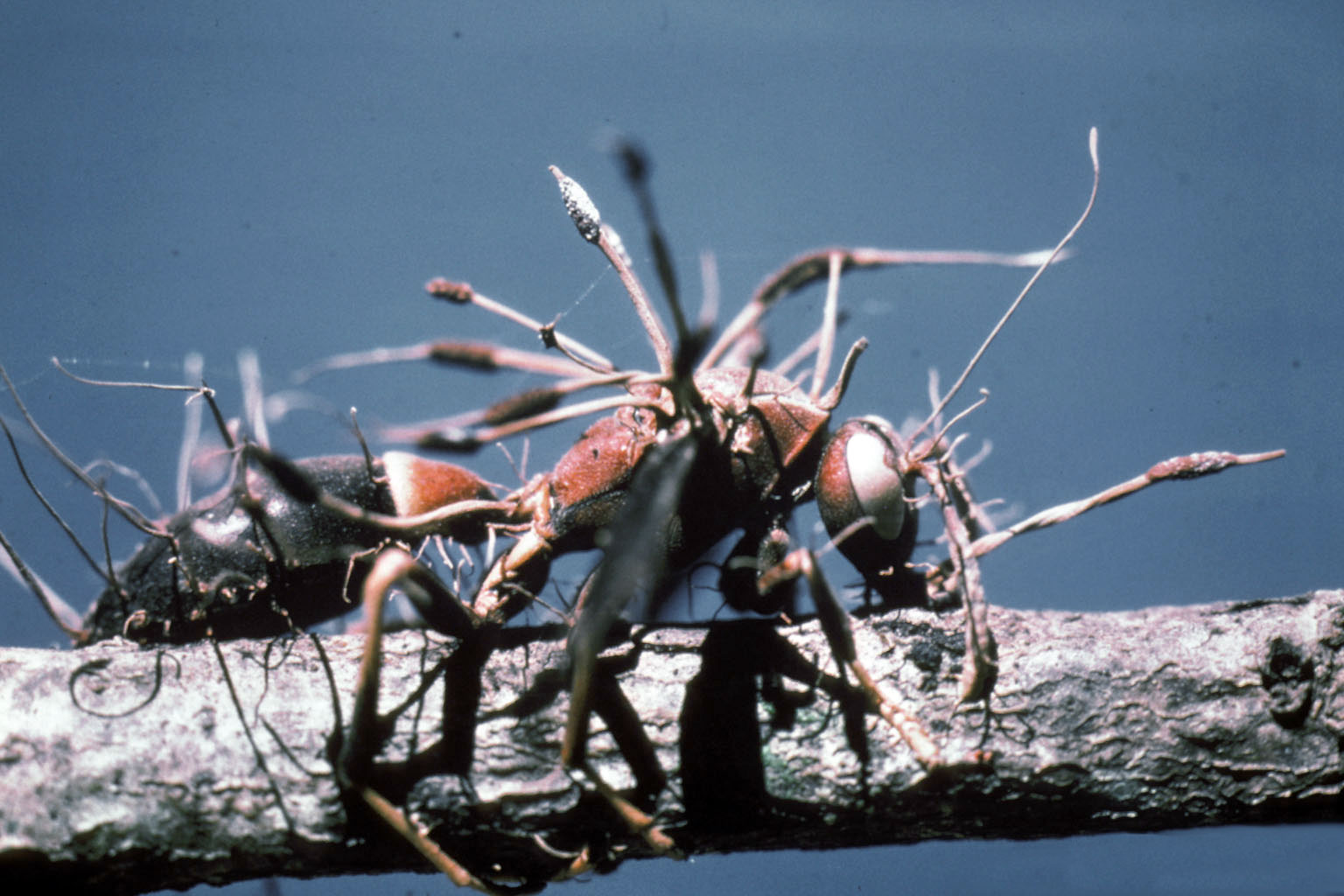
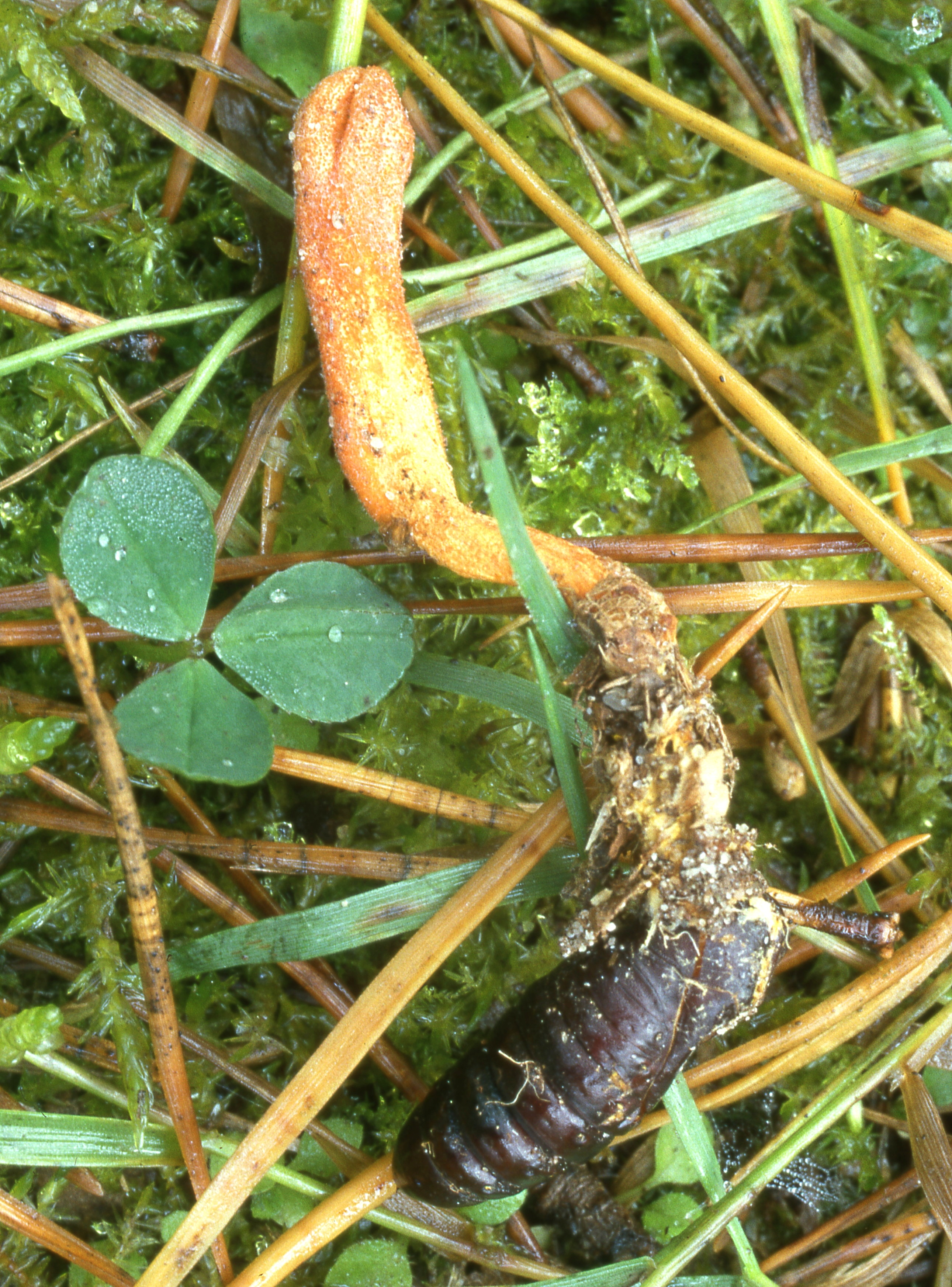
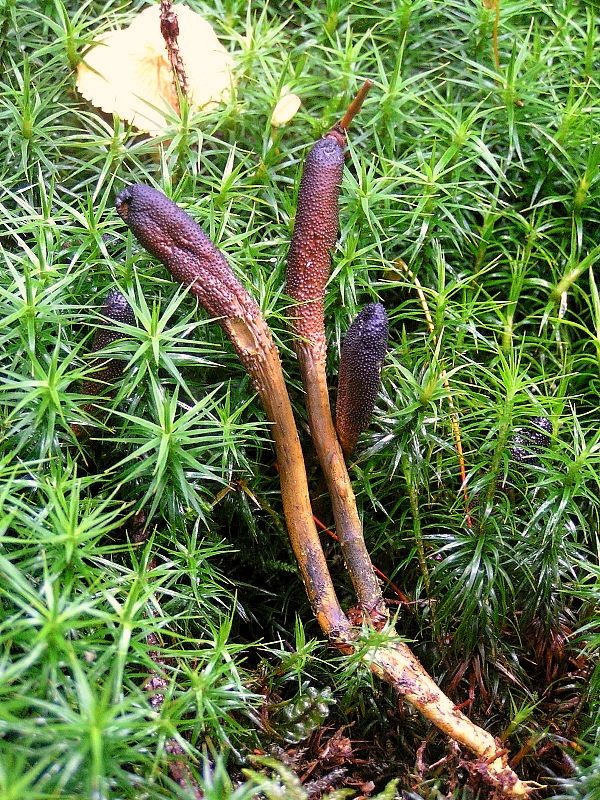
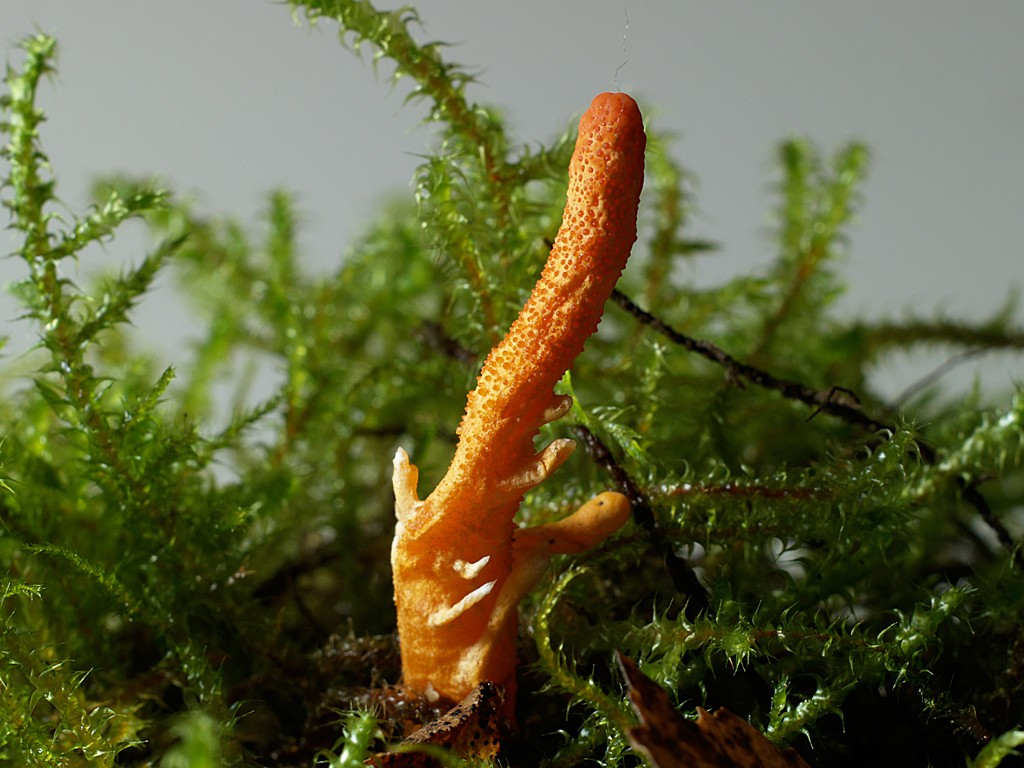